# Ливањски партизански одред
Ливањски народноослободилачки партизански (НОП) одред је био партизанска јединица у саставу Народноослободилачке војске и партизанских одреда Југославије током Другог светског рата у Југославији.

## Историјат
Формиран је 14. октобра 1941. на планини Цинцару у јачини чете. Изводио је мање акције на друму Купрес—Шуица—Ливно, а 6. јуна 1942. преименован је у батаљон "Војин
Зиројевић" у саставу 4. Оперативне зоне Хрватске. Августа 1942, после доласка групе пролетерских и ударних бригада, батаљон је знатно ојачао, и у садејству са јединицама Групе учествовао у ослобођењу Ливна и Дувна. Са Дувањским батаљоном је од 3. септембра у саставу 3. НОП одреда 4. оперативне зоне, а у новембру 1942. оба батаљона спојена су у један – Ливањски, који је као 5. батаљон ушао у састав 10. херцеговачке бригаде. Новоформирани Ливањски батаљон, после напуштања Ливна у четвртој непријатељевој офанзиви, расформиран је фебруара 1943. ради попуне јединица 3. дивизије. У јуну 1943. партизанске групе из доњег Ливањског поља окупљене у чету ушле су у Гламочки НОПО који тада мења назив у Гламочко-ливањски НОПО. Септембра 1943. поделом овог одреда поновно је образован Ливањског одреда и у првој половини октобра потчињен новоформираној 20. дивизији. Од фебруара 1944. Одред је у саставу 5. корпуса НОВЈ, а 11. априла 1944. спаја се са Дувањским НОПО (формираним у међувремену) у Ливањско-дувањски НОП одред, јачине два батаљона. Изводећи акције против усташке милиције и четника у Ливањском и Дувањском пољу, Одред је стално бројно јачао, тако да је у јулу, кад је ушао у састав 10. дивизије, имао три батаљона. Заједно са деловима 1. и 6. пролетерске и 9. и 10. ударне дивизије учествује у борбама са деловима немачке 7. СС Принц Еуген, 118. и 369. дивизије, при заузимању и ослобођењу Ливна, Дувна, Шуице. У његов састав је 10. октобра 1944. ушао Гламочки НОПО, као 4. батаљон, а до краја године формирана су још два батаљона, кад је одред имао преко 1000 бораца и контролисао слободну територију између планина Динаре, Шатора, Виторога и Љубуше. Одред је расформиран у фебруару 1945, пошто је по два батаљона дао за попуну 1. бригаде 3. дивизије КНОЈ и 17. крајишке (Рамске) НОУ бригаде 10. дивизије; преосталим борцима су попуњене друге бригаде исте дивизије.